# Brian Froud

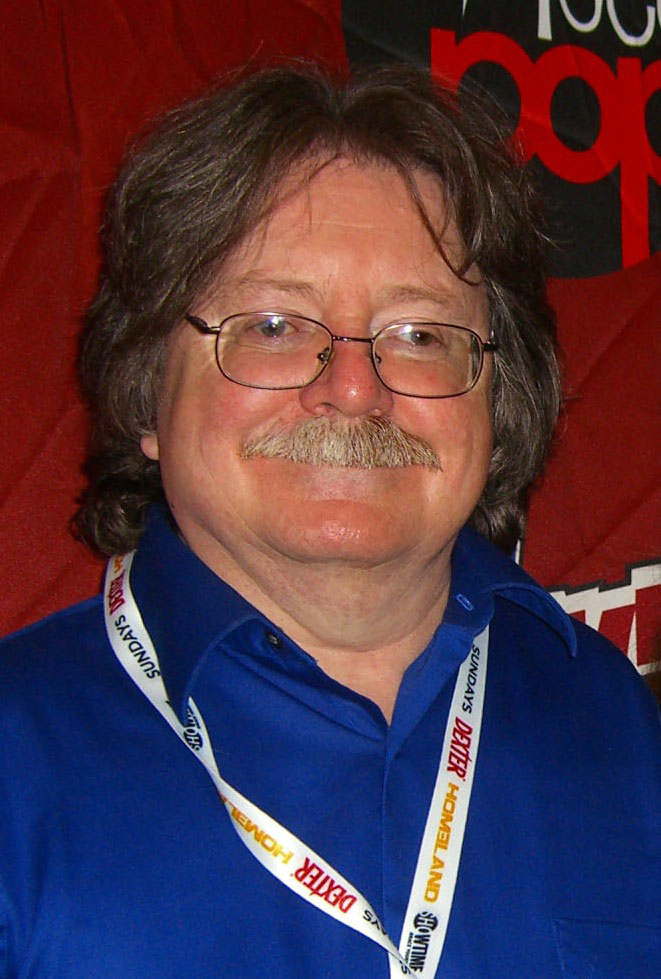
2012

Brian Froud (Winchester, 1947) is een Engels illustrator in het genre fantasy. Hij woont en werkt met zijn vrouw Wendy in Devon. Zij is ook fantasy kunstenares. De landschappen in zijn schilderijen zijn vaak door het nationale park Dartmoor geïnspireerd, dat in Devon ligt.

## Biografie
Froud werkte mee aan de films The Dark Crystal en Labyrinth. Hij werkte een tijd met Terry Jones samen, een scenarioschrijver. Dat begon met Labyrinth, daarna aan The Goblins of the Labyrinth (1986), opnieuw uitgegeven in verkorte vorm onder de naam The Goblin Companion: A Field Guide to Goblins in 1996, en vervolgens aan een aantal boeken over feeën en kobolden, zoals serie Lady Cottington, die verder niets met Labyrinth te maken hadden. Hij werkte in 1979 samen met onder meer Alan Lee aan het boek Faeries.
Toby Froud, de zoon van Brian en Wendy, was de baby in Labyrinth.

## Geïllustreerde werken
- Romeo And Juliet (1971)
- The Man Whose Mother was a Pirate (1972)
- A Midsummer Night's Dream (1972)
- Ultra-violet catastrophe! ook wel The unexpected walk with Great-Uncle Magnus Pringle (1975)
- Are All the Giants Dead? (1975)
- The Wind Between the Stars (1976)
- The Land of Froud (1977)
- Master Snickup's Cloak (1979)
- Faeries (1979) — in samenwerking met Alan Lee
- The World of the Dark Crystal (1982)
- Goblins: Pop-up Book (1983)
- Goblins of the Labyrinth (1986)
- The Goblin Companion: A Field Guide to Goblins (1986)
- The Dreaming Place (1990)
- Lady Cottington's Pressed Fairy Book (1994)
- Quentin Cottington's Journal of Faery Research: Strange Stains and Mysterious Smells (1996)
- Good Faeries/Bad Faeries (1998)
- The Faeries' Oracle (2000)
- The Runes of Elfland (2003)
- Goblins! (2004)
- The Secret Sketchbooks of Brian Froud (2005)
- Chelsea Morning (2005)
- Brian Froud's World of Faerie (2007)
- Trolls (2012)

## Conceptuele werken
- Faeries (televisieserie) (1981)
- The Dark Crystal (1982)
- Labyrinth (1986)
- The Storyteller (1988)
- Little Nemo: Adventures in Slumberland (1988)
- The Life & Adventures of Santa Claus (2000)
- Peter Pan (2003)
- Power of the Dark Crystal (2008)

## Websites
- (en)   Brian Froud in de Internet Movie Database
- (en)   Wendy Midener in de Internet Movie Database
- (en)   Toby Froud in de Internet Movie Database

- Bibsys: 1026536
- Biblioteca Nacional de España: XX1030821
- Bibliothèque nationale de France: cb12607183z (data)
- CiNii: DA03601878
- Gemeinsame Normdatei: 119323745
- International Standard Name Identifier: 0000 0000 7357 5789
- Library of Congress Control Number: n50023403
- Nationale Bibliotheek van Letland: 000163022
- Bibliotheek van het Japanse parlement: 00440278
- Nationale Bibliotheek van Tsjechië: xx0189936
- Nationale Bibliotheek van Israël: 987007457950105171
- Nationale en Universitaire bibliotheek Zagreb: 000302937
- Nederlandse Thesaurus van Auteursnamen: 067552684
- Réseau des bibliothèques de Suisse occidentale: 02-A003267141
- RKD-Nederlands Instituut voor Kunstgeschiedenis: 252771
- SNAC: w6gf8b4m
- Système universitaire de documentation: 161490298
- Union List of Artist Names: 500180877
- Virtual International Authority File: 39497263
- WorldCat: E39PBJrgHPX3DHF6xp3TR3FkDq